# Митрополія Тур
Митрополія Тур (фр. Province ecclésiastique de Tours) - митрополія  римо-католицької церкви у Франції. Утворена в V столітті. Включає 2 архідієцезії та 2 дієцезії. Головною святинею є Собор святого Гатіана Турського